# Charlotte (album de Vitaa)
Pour les articles homonymes, voir Charlotte.
Albums de Vitaa
Sorøre
(2021)
Singles
1. Charlotte
Sortie : 24 mai 2023
2. Les choses qu'on fait[1]
Sortie : 2 juin 2023
3. Je n'oublie pas[2]
Sortie : 1er septembre 2023
4. Ton amoureuse[3]
Sortie : 22 septembre 2023
5. Promets-moi[4]
Sortie : 10 avril 2024
6. Loro Piana (feat. Alonzo)
Sortie : 28 juin 2024
7. Un dimanche avec toi[5]
Sortie : 20 janvier 2025
8. Viens on essaie (feat. Julien Doré)[6]
Sortie : 4 juillet 2025

Charlotte est le huitième et dernier album studio de la chanteuse française Vitaa sorti le 6 octobre 2023.

## Liste des titres
| 1.  | Charlotte (Intro)     | Vitaa, Dadju                     | Seysey                  | 3:34 |
| 2.  | Les choses qu'on fait | Vitaa                            | Renaud Rebillaud        | 3:16 |
| 3.  | Promets-moi           | Vitaa                            | Renaud Rebillaud        | 3:08 |
| 4.  | Folle comme ça        | Vitaa, John Mamann               | John Mamann, Seysey     | 3:02 |
| 5.  | Tu mens               | Vitaa                            | Renaud Rebillaud, Marso | 3:32 |
| 6.  | Ça fait mal           | Vitaa                            | Renaud Rebillaud        | 3:09 |
| 7.  | Un dimanche avec toi  | Vitaa, Slimane                   | Renaud Rebillaud        | 3:20 |
| 8.  | Cœur endommagé        | Vitaa, Slimane                   | Renaud Rebillaud        | 2:41 |
| 9.  | Je n'oublie pas       | Vitaa, Slimane                   | Renaud Rebillaud, Marso | 3:23 |
| 10. | Égoïste               | Vitaa, Dadju                     | Seysey                  | 2:42 |
| 11. | J'le mérite           | Vitaa                            | Renaud Rebillaud, Marso | 3:15 |
| 12. | Je saurai             | Vitaa, John Mamann               | Renaud Rebillaud, Marso | 3:00 |
| 13. | J'me déteste          | Vitaa, John Mamann, Abou Debeing | John Mamann, Seysey     | 3:34 |
| 14. | Ton amoureuse         | Vitaa, Slimane                   | Renaud Rebillaud        | 2:38 |

| 15. | Loro Piana (feat. Alonzo)           | Vitaa, Alonzo      | Renaud Rebillaud | 3:00 |
| 16. | Viens on essaie (feat. Julien Doré) | Vitaa, Julien Doré | Renaud Rebillaud | 2:49 |

### Collaborateurs
- Les titres Un dimanche avec toi, Cœur endommagé, Je n’oublie pas et Ton amoureuse ont été co-écrits avec Slimane, son binôme du duo Vitaa et Slimane (VersuS).
- Le titre Charlotte a été co-écrit avec Dadju.
- John Mamann a collaboré à l’écriture du titre Folle comme ça et de J'me déteste.
- Abou Debeing a collaboré également à la production du titre J'me déteste.

## Titres certifiés en France
- Je n'oublie pas  Or[8]
- Les choses qu'on fait  Or[9]

## Clips vidéos
- Charlotte : 24 mai 2023
- Les choses qu'on fait : 10 juillet 2023
- Ton amoureuse : 29 septembre 2023
- Je n'oublie pas : 26 octobre 2023
- Promets-moi : 6 mai 2024
- Loro Piana (feat. Alonzo) : 11 septembre 2024
- Un dimanche avec toi : 21 février 2025
- Viens on essaie (feat. Julien Doré) : 9 juillet 2025

## Certifications et classements

### Classements
| Classement (2023)            | Meilleure position |
| ---------------------------- | ------------------ |
| Belgique (Wallonie Ultratop) | 5                  |
| France (SNEP)                | 1                  |
| Suisse (Schweizer Hitparade) | 28                 |

### Certifications et ventes
| Région        | Certification | Ventes/Streams |
| ------------- | ------------- | -------------- |
| France (SNEP) | Or            | 50 000         |